# Mečkovac
Mečkovac (en serbe cyrillique : Мечковац) est un village de Serbie situé sur le territoire de la Ville de Vranje, district de Pčinja. Au recensement de 2011, il comptait 152 habitants.

## Démographie
| 1948 | 1953 | 1961 | 1971 | 1981 | 1991 | 2002 | 2011 |
| ---- | ---- | ---- | ---- | ---- | ---- | ---- | ---- |
| 262  | 248  | 237  | 216  | 201  | 185  | 169  | 152  |

|  |